# Nidularium microps
Nidularium microps är en gräsväxtart som beskrevs av Charles Jacques Édouard Morren och Carl Christian Mez. Nidularium microps ingår i släktet Nidularium och familjen Bromeliaceae. Inga underarter finns listade i Catalogue of Life.